# Иван Амулић
Иван Амулић (Костање, код Сплита, 11. март 1911 — Загреб, 26. август 1973), учесник Народноослободилачке борбе и друштвено-политички радник СР Хрватске.

## Биографија
Рођен је 1911. године у Костању код Сплита, у сиромашној земљорадничкој породици од оца Мије и мајке Јеле. Основну школу завршио је у родном селу, а после тога је завршио нижу гимназију. Од 1929. до 1935. године радио је у Серенгу (Белгија) као рудар и грађевински радник. Године 1932. постао је члан Комунистичке партије Белгије и секретар Савеза револуционарних радника и сељака из Југославије у Белгији.
Због политичког рада је протеран из Белгије 1935. због чега се пребацио у Париз, а одатле у Москву, где се школовао на Лењиновом универзитету.
Године 1937. се вратио у Југославију и укључио у рад Комунистичке партије Југославије и Уједињеног радничког синдикалног савеза Југославије, а од 1938. је био члан Покрајинског комитета КПХ за Далмацију и један од носилаца консолидације партијске организације у Далмацији након фракцијских борби. Учествовао је на конференцији ПК КПХ за Далмацију 2. августа 1940. године, на којој је поново био изабран за организационог секретара ПК КПХ за Далмацију. Исте је године био изабран и за члана Централног комитета КПХ. На Петој земљаској конференцији КПЈ био је изабран за кандидата за члана Централног комитета КПЈ.
Након Априлског рата и капитулације Југославије 1941. године, био је један од главних организатора оружане борбе у Далмацији и учвршћивања рада КПХ у средњој и јужној Далмацији. У име ПК КПХ, непосредно је руководио организовањем Сплитског партизанског одреда, а посредно Солинског и Каштеланско-трогирског одреда.
Председник првог народноослободилачког одбора Сплита постао је 6. априла 1942. године. Од 1943. до краја рата обављао је одговорне функције у органима КПХ на Кордуну, Банији и у Славонији.
Након рата био је члан владе НР Хрватске, помоћник савезног секретара за рад, заступник у Сабору СРХ, члан Централног комитета СКХ и руководилац неколико републичких установа.
Умро је 26. августа 1973. године у Загребу.
Своја сећања из рата објавио је у књизи „Четрдесет година“ (Београд, 1960, два тома) и у „Зборнику Института за хисторију радничког покрета Далмације“ (Сплит, 1970. и 1972).
Носилац је Партизанске споменице 1941, Ордена за храброст, Ордена за слуга за народ са сребрним мачевима, Ордена братства и јединства са сребрним венцем и осталих југословенских одликовања.